# Henryk Orłoś
Henryk Orłoś (ur. 21 kwietnia 1896 w miejscowości Pohoryła, zm. 6 października 1983) – polski leśnik, mykolog, pracownik Instytutu Badawczego Leśnictwa, autor wielu publikacji poświęconych chorobom lasu oraz grzybom, autor Atlasu grzybów jadalnych i trujących i Atlasu grzybów leśnych. Ojciec Kazimierza Orłosia.

## Życiorys
Ukończył gimnazjum w Humaniu, następnie rozpoczął studia na Wydziale Medycznym Uniwersytetu Kijowskiego, które jednak przerwał w związku z sytuacją polityczną w Rosji. Po zakończeniu I wojny światowej rozpoczął studia na Wydziale Architektury Politechniki Warszawskiej, które jednak przerwał, walczył bowiem w wojnie polsko-bolszewickiej. Od 1922 studiował na Wydziale Leśnym Szkoły Głównej Gospodarstwa Wiejskiego w Warszawie. Jego praca dyplomowa Najważniejsze grzyby leśne, ich znaczenie i widoki eksploatacji w Polsce została wyróżniona Medalem im. Władysława Kiślańskiego. Po studiach pracował w nadleśnictwie Kowale. Od 1933 był kierownikiem Oddziału Zwalczania Chorób Roślin w Zakładzie Doświadczalnym Lasów Państwowych, przekształconym w 1934 w Instytut Badawczy Leśnictwa.
W 1939 walczył w wojnie obronnej, zmobilizowany w stopniu podporucznika rezerwy. Uniknął niewoli, był żołnierzem Armii Krajowej, służył w Komendzie Głównej AK, w Biurze Finansów i Kontroli, walczył w powstaniu warszawskim, w batalionie „Zaremba-Piorun”. Używał pseudonimu „Brzost”. Warszawę opuścił z ludnością cywilną
Od 1945 ponownie pracował w Instytucie Badawczym Leśnictwa, gdzie do przejścia na emeryturę w 1970 kierował Zakładem Fitopatologii Leśnej. W 1955 mianowany docentem, w 1964 profesorem.
Opublikował ok. 300 prac poświęconych mikologicznych oraz poświęconych fitopatologii roślin leśnych, w tym wiele broszur i ulotek dystrybuowanych w nadleśnictwach całej Polski. Opublikował podręczniki Przewodnik do oznaczania chorób drzew i zgnilizny drewna (1951), Fitopatologia leśna (1952), a także Atlas grzybów jadalnych i trujących (siedem wydań w latach 1949–1966) i Atlas grzybów leśnych (cztery wydania w latach 1967–1979).
Był bratem Karola Orłosia, ojcem Kazimierza Orłosia i dziadkiem Macieja Orłosia.